# Мартін Демікеліс
 Марті́н Гасто́н Деміке́ліс  (ісп. Martín Gastón Demichelis; нар. 20 грудня 1980, Хустініано-Поссе, Аргентина) — аргентинський футболіст, центральний захисник, після завершення кар'єри - тренер. З січня 2023 року головний тренер команди «Рівер Плейт».

## Збірна
Мартін Демікеліс дебютував за національну збірну Аргентини 12 листопада 2005 року в матчі проти збірної Англії.

### Голи за збірну
| #  | Дата            | Місце                                       | Суперник  | Результат | Змагання             |
| -- | --------------- | ------------------------------------------- | --------- | --------- | -------------------- |
| 1. | 11 вересня 2007 | Мельбурн Крікет Граунд, Мельбурн, Австралія | Австралія | 1:0       | Товариський матч     |
| 2. | 22 червня 2010  | Пітер Мокаба, Полокване, ПАР                | Греція    | 2:0       | Чемпіонат світу 2010 |

## Статистика клубної кар'єри
Дані станом на 28 лютого 2011 р.
| Клуб              | Сезон             | Ліга | Ліга | Кубок | Кубок | Єврокубки | Єврокубки | Усього | Усього |
| Клуб              | Сезон             | Ігри | Голи | Ігри  | Голи  | Ігри      | Голи      | Ігри   | Голи   |
| ----------------- | ----------------- | ---- | ---- | ----- | ----- | --------- | --------- | ------ | ------ |
| Рівер Плейт       | 2001—02           | 17   | 0    | 0     | 0     | 0         | 0         | 17     | 0      |
| Рівер Плейт       | 2002—03           | 35   | 1    | 0     | 0     | 0         | 0         | 35     | 1      |
| Рівер Плейт       | Усього            | 52   | 1    | 0     | 0     | 0         | 0         | 52     | 1      |
| Баварія           | 2003—04           | 14   | 2    | 2     | 0     | 0         | 0         | 16     | 2      |
| Баварія           | 2004—05           | 23   | 0    | 4     | 0     | 5         | 0         | 32     | 0      |
| Баварія           | 2005—06           | 27   | 1    | 4     | 0     | 8         | 2         | 39     | 3      |
| Баварія           | 2006—07           | 26   | 3    | 2     | 0     | 6         | 0         | 25     | 3      |
| Баварія           | 2007—08           | 28   | 1    | 4     | 0     | 10        | 0         | 42     | 1      |
| Баварія           | 2008—09           | 29   | 4    | 3     | 0     | 8         | 0         | 40     | 4      |
| Баварія           | 2009—10           | 21   | 1    | 4     | 0     | 8         | 0         | 33     | 1      |
| Баварія           | 2010—11           | 6    | 1    | 1     | 0     | 2         | 0         | 9      | 1      |
| Баварія           | Усього            | 174  | 13   | 24    | 0     | 47        | 2         | 245    | 15     |
| Малага            | 2010—11           | 6    | 1    | 0     | 0     | 0         | 0         | 6      | 1      |
| Малага            | Усього            | 6    | 1    | 0     | 0     | 0         | 0         | 6      | 1      |
| Усього за кар'єру | Усього за кар'єру | 231  | 15   | 24    | 0     | 47        | 2         | 302    | 17     |

## Досягнення

### Гравець
Рівер Плейт
- Чемпіонат Аргентини:
  - Чемпіон: 2002, 2003

Баварія
- Чемпіонат Німеччини:
  - Чемпіон: 2004-05, 2005-06, 2007-08, 2009-10
- Кубок Німеччини
  - Володар кубка: 2004-05, 2005-06, 2007-08, 2009-10
- Кубок німецької ліги
  - Володар кубка: 2004, 2007
- Суперкубок Німеччини
  - Володар суперкубка: 2010

Манчестер Сіті
- Чемпіонат Англії:
  - Чемпіон: 2013-14
- Кубок Футбольної ліги
  - Володар кубка: 2013-14, 2015-16

Аргентина
- Віце-чемпіон світу: 2014
- Срібний призер Кубка Америки: 2015

### Тренер
Рівер Плейт
- Чемпіонат Аргентини:
  - Чемпіон: 2023
- Суперкубок Аргентини:
  - Володар: 2023